# Internierungslager Laband
Das Internierungslager Laband des sowjetischen NKWD bestand von Februar 1945 bis 1946.
Das Lager entstand in einem Wohnviertel in der Großen Siedlung in Laband (dem späteren Łabędy), einer Stadt im oberschlesischen Landkreis Tost-Gleiwitz nördlich der Stadt Gleiwitz.
Männer im Alter von 17 bis 50 Jahren wurden von den sowjetischen Truppen aufgefordert, sich zur Zwangsarbeit zu melden. Sie mussten zunächst in den umliegenden Ortschaften Arbeit verrichten. Hinzu kamen weitere Internierte aus ganz Schlesien. Kurz darauf begannen in der Region die ersten Transporte von internierten Deutschen zur Zwangsarbeit in die Sowjetunion.
Über das Lager und die Aufenthaltsbedingungen gibt es nur wenige Informationen, man geht schätzungsweise von einigen Tausend Internierten aus.
Zum 65. Jahrestag der Deportation von Schlesiern aus dem Internierungslager Laband in die Sowjetunion wurde ein Gedenkstein enthüllt, der von den Mitgliedern des Deutschen Freundschaftskreises im Bezirk Schlesien errichtet wurde. An der Gedenkveranstaltung zum 65. Jahrestag beteiligten sich der deutsche Konsul Ludwig Neudorfer aus Oppeln, der Vorsitzende des Verbandes der deutschen sozial-kulturellen Gesellschaften in Polen, Bernard Gaida, der Deutsche Freundschaftskreis im Bezirk Schlesien und Vertreter der Stadt Gliwice.